# Charles Chauvel
Pour les articles homonymes, voir Chauvel.
Charles Chauvel est un monteur, producteur, réalisateur et scénariste australien, né le 7 octobre 1897 à Warwick, et mort d'un infarctus du myocarde le 11 novembre 1959 à Sydney (Australie).
Il est considéré comme le père du cinéma australien.
Il fut le premier à avoir fait tourner Errol Flynn dans In the Wake of the Bounty.

## Filmographie

### Comme réalisateur
- 1926 : The Moth of Moonbi
- 1926 : Greenhide
- 1933 : In the Wake of the Bounty
- 1935 : Heritage
- 1936 : Uncivilised
- 1940 : 40.000 cavaliers (40,000 Horsemen)
- 1942 : Soldiers Without Uniforms
- 1944 : The Rats of Tobruk
- 1949 : Sons of Matthew
- 1955 : Jedda
- 1959 : Australian Walkabout (série télévisée)

### Comme scénariste
- 1926 : The Moth of Moonbi
- 1926 : Greenhide
- 1933 : In the Wake of the Bounty
- 1935 : Heritage
- 1936 : Uncivilised
- 1936 : Rangle River (en)
- 1944 : The Rats of Tobruk
- 1949 : Sons of Matthew
- 1955 : Jedda

### Comme producteur
- 1933 : In the Wake of the Bounty
- 1936 : Uncivilised
- 1940 : 40.000 cavaliers (40,000 Horsemen)
- 1944 : The Rats of Tobruk
- 1949 : Sons of Matthew
- 1955 : Jedda
- 1959 : Australian Walkabout (série télévisée) (+ monteur)

### Comme acteur
- 1920 : Robbery Under Arms
- 1926 : The Moth of Moonbi : Aboriginal Stockman